# Acanthurus bariene
Acanthurus bariene е вид бодлоперка от семейство Acanthuridae. Видът не е застрашен от изчезване.

## Разпространение и местообитание
Разпространен е в Австралия, Британска индоокеанска територия, Бруней, Виетнам, Източен Тимор, Индия (Андамански и Никобарски острови), Индонезия, Камбоджа, Китай, Коморски острови, Майот, Малайзия, Малдиви, Мианмар, Микронезия, Остров Рождество, Палау, Папуа Нова Гвинея, Параселски острови, Провинции в КНР, Сейшели, Сингапур, Соломонови острови, Острови Спратли, Тайван, Тайланд, Фиджи, Филипини, Хонконг и Япония.
Обитава тропически води, морета и рифове. Среща се на дълбочина от 6 до 50 m.

## Описание
На дължина достигат до 50 cm.